# Sanna Laari
Sanna Laari est une biathlète finlandaise, née Markkanen le 14 avril 1990 à Leppävirta.

## Biographie
Elle représente le club de sa ville natale, le Leppävirta Viri. À l'origine fondeuse (participe à des courses FIS et la Coupe de Scandinavie), elle se redirige vers le biathlon en 2011, où elle participe aux Championnats du monde junior, puis à une épreuve des Championnats du monde sénior à Khanty-Mansiïsk.
Depuis la saison 2011-2012, elle prend part régulièrement à la Coupe du monde et à toutes les éditions des Championnats du monde jusqu'en 2019. En janvier 2016, elle marque ses premiers points dans la Coupe du monde avec une 35e place sur le sprint d'Anterselva. Un an plus tard au même lieu, elle marque de nouveau des points dans le format de l'individuel.
En 2019-2020, elle est releguée dans l'IBU Cup, où elle obtient son premier top dix à Osrblie.

## Palmarès

### Championnats du monde
| Épreuve / Édition             | Individuel | Sprint | Poursuite | Départ en masse | Relais | Relais mixte | Relais mixte simple              |
| Mondiaux 2011 Khanty-Mansiïsk | -          | 94e    | -         | -               | -      | -            | Épreuve inexistante à cette date |
| Mondiaux 2012 Ruhpolding      | 98e        | 81e    | -         | -               | 18e    | -            | Épreuve inexistante à cette date |
| Mondiaux 2013 Nové Město      | 101e       | 93e    | -         | -               | 21e    | -            | Épreuve inexistante à cette date |
| Mondiaux 2015 Kontiolahti     | 48e        | 68e    | -         | —               | 16e    | -            | Épreuve inexistante à cette date |
| Mondiaux 2016 Holmenkollen    | 83e        | 94e    | —         | —               | 17e    | -            | Épreuve inexistante à cette date |
| Mondiaux 2017 Hochfilzen      | 83e        | -      | —         | —               | 15e    | -            | Épreuve inexistante à cette date |
| Mondiaux 2019 Östersund       | -          | -      | -         | -               | 22e    | -            | -                                |

Légende :
- — : non disputée par Markkanen
- : pas d'épreuve

### Coupe du monde
- Meilleur classement général : 93e en 2016.
- Meilleur résultat individuel : 35e.

#### Classements en Coupe du monde
| Année     | Classement général final | Sprint | Poursuite | Individuel | Mass start |
| 2015-2016 | 93e                      | 88e    | -         | -          | -          |
| 2016-2017 | 98e                      | -      | -         | 67e        | -          |